# Red Bull Racing RB18
Red Bull Racing RB18 — болід Формули-1, розроблений і виготовлений Ред Булл для участі в чемпіонаті Формули-1 2022. Ліврея боліду містить зображення компанії Oracle як нового титульного спонсора, логотипи якого розташовані на кришці двигуна і задньому крилі. Пілотами стали чинний чемпіон Макс Ферстаппен та Серхіо Перес.

## Історія виступів
RB18 дебютував на Гран-прі Бахрейну 2022 року, де пілоти Макс Ферстаппен (чинний чемпіон світу) та Серхіо Перес кваліфікувалися 2-м та 4-м відповідно. На ранніх етапах перегонів у Ферстаппена стався перегрів гальм, а після другого піт-стопу на 46-му колі у нього зламалася рульова колонка. На 54-му колі Ферстаппен був змушений зійти через проблему з блокуванням палива, а болід Переса розвернуло в першому повороті на останньому колі через ту ж саму проблему. Це стало першим подвійним сходом для команди Red Bull після Гран-прі Австрії 2020 року.
На наступних перегонах в Саудівській Аравії Перес здобув свій дебютний поул, а Ферстаппен кваліфікувався 4-м. На першому колі Ферстаппен зміг обігнати Карлоса Сайнса і вийшов на 3-е місце, а Перес очолив перегони. Під час першого відрізку Перес був під тиском від потенційного "андеркату" з боку Шарля Леклера і заїхав на піт-стоп за жорсткою гумою. На тому ж колі Ніколас Латіфі розбився в останньому повороті, викликавши автомобіль безпеки, що дозволило Леклеру, Ферстаппену та Сайнсу отримати "дешевий" піт-стоп і виїхати попереду Переса. Після чого Леклер вийшов в лідери перегонів. Згодом після напруженої боротьби за лідерство між Леклером та Ферстаппеном, чинному чемпіону вдалося вийти вперед на 47-му колі та здобути першу перемогу RB18 у сезоні. Перес закінчив перегони 4-м, не змігши обігнати Сайнса.
Гран-прі Австралії виявилося проблематичним для Red Bull: Ферстаппен посів 2-е місце у кваліфікації, відстававши від Леклера на 0,3 секунди, а Перес кваліфікувався 3-м. На старті Ферстаппен витиснув Переса за межі треку, в результаті чого Перес втратив позицію Льюїсу Гамільтону з Mercedes. Перес зрештою обігнав Гамільтона на 9-му колі, але в обох гонщиків Red Bull почались проблеми зі зношенням передніх лівих шин. Ферстаппен почав стрімко втрачати час лідеру Шарлю Леклерку, а Перес знову почав потрапляти під атаки Гамільтона. Ферстаппен і Перес заїхали на піт-стоп на 17-му та 19-му колі відповідно за жорсткою гумою. Льюїс Гамільтон ненадовго випередив Переса, завдяки пізнішому піт-стопу, але Перес скористався перевагою недогрітих шин Гамільтона, щоб обігнати його в дев'ятому повороті. Автомобіль безпеки, викликаний аварією Себастьяна Феттеля, дозволив Джорджу Расселу скористатися "дешевим" піт-стопом і перестрибнути Переса. Фернандо Алонсо також залишився на жорстких шинах, тобто Перес був на п’ятому місці. Перес обійшов Алонсо на 30-му колі, а потім обігнав Рассела на 36-му колі і вийшов на третє місце. Ферстаппен їхав на другому місці, але зійшов через витік палива на 39-му колі. Перес успадкував друге місце після сходу Ферстаппена, хоча й фінішував на 20 секунд позаду Леклера.

## Результати
| Рік      | Команда                | Двигун            | Шини | Гонщик          | Гран-прі | Гран-прі | Гран-прі | Гран-прі | Гран-прі | Гран-прі | Гран-прі | Гран-прі | Гран-прі | Гран-прі | Гран-прі | Гран-прі | Гран-прі | Гран-прі | Гран-прі | Гран-прі | Гран-прі | Гран-прі | Гран-прі | Гран-прі | Гран-прі | Гран-прі | Очки | Місце |
| Рік      | Команда                | Двигун            | Шини | Гонщик          | БАХ      | САУ      | АВС      | ЕМІ      | МАЯ      | ІСП      | МОН      | АЗЕ      | КАН      | ВЕЛ      | АВТ      | ФРА      | УГО      | БЕЛ      | НІД      | ІТА      | СІН      | ЯПО      | США      | МЕХ      | САП      | АБУ      | Очки | Місце |
| -------- | ---------------------- | ----------------- | ---- | --------------- | -------- | -------- | -------- | -------- | -------- | -------- | -------- | -------- | -------- | -------- | -------- | -------- | -------- | -------- | -------- | -------- | -------- | -------- | -------- | -------- | -------- | -------- | ---- | ----- |
| 2022     | Oracle Red Bull Racing | Red Bull RBPTH001 | P    | Серхіо Перес    | 18       | 4        | 2        | 23       | 4        | 2        | 1        | 2        | Схід     | 2        | Схід5    | 4        | 5        | 2        | 5        | 6        | 1        | 2        | 4        | 3        | 75       | 3        | 759  | 1     |
| 2022     | Oracle Red Bull Racing | Red Bull RBPTH001 | P    | Макс Ферстаппен | 19       | 1        | Схід     | 1        | 1        | 1        | 3        | 1        | 1        | 7        | 21       | 1        | 1        | 1        | 1        | 1        | 7        | 1        | 1        | 1        | 64       | 1        | 759  | 1     |
| Джерела: |                        |                   |      |                 |          |          |          |          |          |          |          |          |          |          |          |          |          |          |          |          |          |          |          |          |          |          |      |       |